# アマミアオガエル
アマミアオガエル（Zhangixalus amamiensis）は、両生綱無尾目アオガエル科アオガエル属に分類されるカエル。

## 分布
日本（奄美大島、徳之島、加計呂麻島、請島、与路島）固有種

## 形態
背面の体色は青みがかった黄緑色だが、暗緑色～褐色に変色できる。種小名 amamiensisは「奄美大島の」の意。前後足とも指先の吸盤が発達し、前足には水掻きがある。
虹彩は黄色や黄緑。
体長オス4.5-5.6センチメートル、メス6.5-7.7センチメートル。背面には粒状の突起がある。後肢内側に不明瞭かつ不定形な暗色斑が入る。虹彩は緑がかる個体が多い。

## 分類
- Zhangixalus amamiensis　Inger, 1947　アマミアオガエル

## 生態
平地から山地にかけての森林に生息し。
繁殖形態は卵生。12-翌5月に水田や水たまりの周辺にある草原や地中、池に突き出た枝先などに（シダ植物の先端に産むこともあり）、白い泡に包まれた卵を産む。

## 人間との関係
ペットとして飼育されることもある。テラリウムで飼育される。樹上棲のため、高さのあるケージで飼育するのが望ましい。枝や流木、観葉植物などを組んで活動場所や隠れ家にする。床材に潜ることもあるため、腐葉土やミズゴケなどの保湿力のある床材を敷く。観葉植物などをケージ内に入れている場合は照明器具を点灯させ、昼夜のリズムをつけるようにする（夏季に高温になりすぎないように注意する）。夜間や照明を消した際に霧吹きで湿度を上げる。餌はコオロギやカイコの幼虫などを、ケージに直接放すか逃げないように餌容器に入れて与える。